# Hymn Azerbejdżańskiej SRR
Hymn Azerbejdżańskiej SRR został przyjęty w roku 1944 i był używany do 1992. Muzykę skomponował Üzeyir Hacıbəyov, a słowa napisał Suleyman Rüstəm, Səməd Vurğun oraz Hüseyn Arif.
W 1977 oryginalny tekst został zmieniony, aby usunąć wzmianki o Józefie Stalinie.

## Słowa azerskie (cyrylica)
Азәрбајҹан! Чичәкләнән республика, шанлы дијар!
Гадир совет елләриндә һәм азадсан, һәм бәхтијар.
Октјабрдан гүввәт алыб сән говушдун сәадәтә,
Алгыш олсун бу һүнәрә, алгыш олсун бу гүдрәтә!
Јолумуз Ленин јолудур, партијадыр рәһбәримиз,
Коммунизмин ҝүнәшилә нурланаҹаг сәһәримиз.
Биз ҝедирик ҝәләҹәјә галибләрин ҹәрҝәсиндә,
Јаша, јаша, Азәрбајҹан, бөјүк совет өлкәсиндә!
Одлар јурду! Бу ағ ҝүнләр ел ҝүҹүнүн бәһрәсидир,
Гәһрәманлыг, бир дә һүнәр азад инсан һәвәсидир.
Нәсилләрдән-нәсилләрә јадиҝардыр дәјанәтин,
Коммунизмә ҝедирик биз, сыра мөһкәм, аддым мәтин.
Јолумуз Ленин јолудур, партијадыр рәһбәримиз,
Коммунизмин ҝүнәшилә нурланаҹаг сәһәримиз.
Биз ҝедирик ҝәләҹәјә галибләрин ҹәрҝәсиндә,
Јаша, јаша, Азәрбајҹан, бөјүк совет өлкәсиндә!
Рәшадәтли рус халгыдыр достлуг, бирлик бајрагдары,
Мүгәддәсдир, сарсылмасдыр дост елләрин бу илгары.
Гардаш халглар бирлијиндән алдыг ҝүҹү, гүдрәти биз,
Гој вар олсун бу иттифаг - шанлы Совет Вәтәнимиз!
Јолумуз Ленин јолудур, партијадыр рәһбәримиз,
Коммунизмин ҝүнәшилә нурланаҹаг сәһәримиз.
Биз ҝедирик ҝәләҹәјә галибләрин ҹәрҝәсиндә,
Јаша, јаша, Азәрбајҹан, бөјүк совет өлкәсиндә!

## Słowa azerskie (alfabet łaciński)
Azərbaycan! Çiçəklənən respublika, şanlı diyar!
Qadir sovet ellərində həm azadsan, həm bəxtiyar.
Oktyabrdan qüvvət alıb sən qovuşdun səadətə,
Alqış olsun bu hünərə, alqış olsun bu qüdrətə!
Yolumuz Lenin yoludur, partiyadır rəhbərimiz,
Kommunizmin günəşilə nurlanacaq səhərimiz.
Biz gedirik gələcəyə qaliblərin cərgəsində,
Yaşa, yaşa, Azərbaycan, böyük sovet ölkəsində!
Odlar yurdul Bu ağ günlər el gücünün bəhrəsidir,
Qahrəmanlıq, bir də hünər azad insan həvəsidir.
Nasillərdən-nəsillərə yadigardır dəyanətin,
Kommunizmə gedirik biz, sıra möhkəm, addım mətin.
Yolumuz Lenin yoludur, partiyadır rəhbərimiz,
Kommunizmin günəşilə nurlanacaq səhərimiz.
Biz gedirik gələcəyə qaliblərin cərgəsində,
Yaşa, yaşa, Azərbaycan, böyük sovet ölkəsində!
Rəşadətli rus xalqıdır dostluq, birlik bayraqdarı,
Müqəddəsdir, sarsılmasdır dost ellərin bu ilqarı.
Qardaş xalqlar birliyindən aldıq gücü, qüdrəti biz,
Qoy var olsun bu ittifaq - şanlı Sovet Vətənimiz!
Yolumuz Lenin yoludur, partiyadır rəhbərimiz,
Kommunizmin günəşilə nurlanacaq səhərimiz.
Biz gedirik gələcəyə qaliblərin cərgəsində,
Yaşa, yaşa, Azərbaycan, böyük sovet ölkəsində!